# Tomi Koivusaari

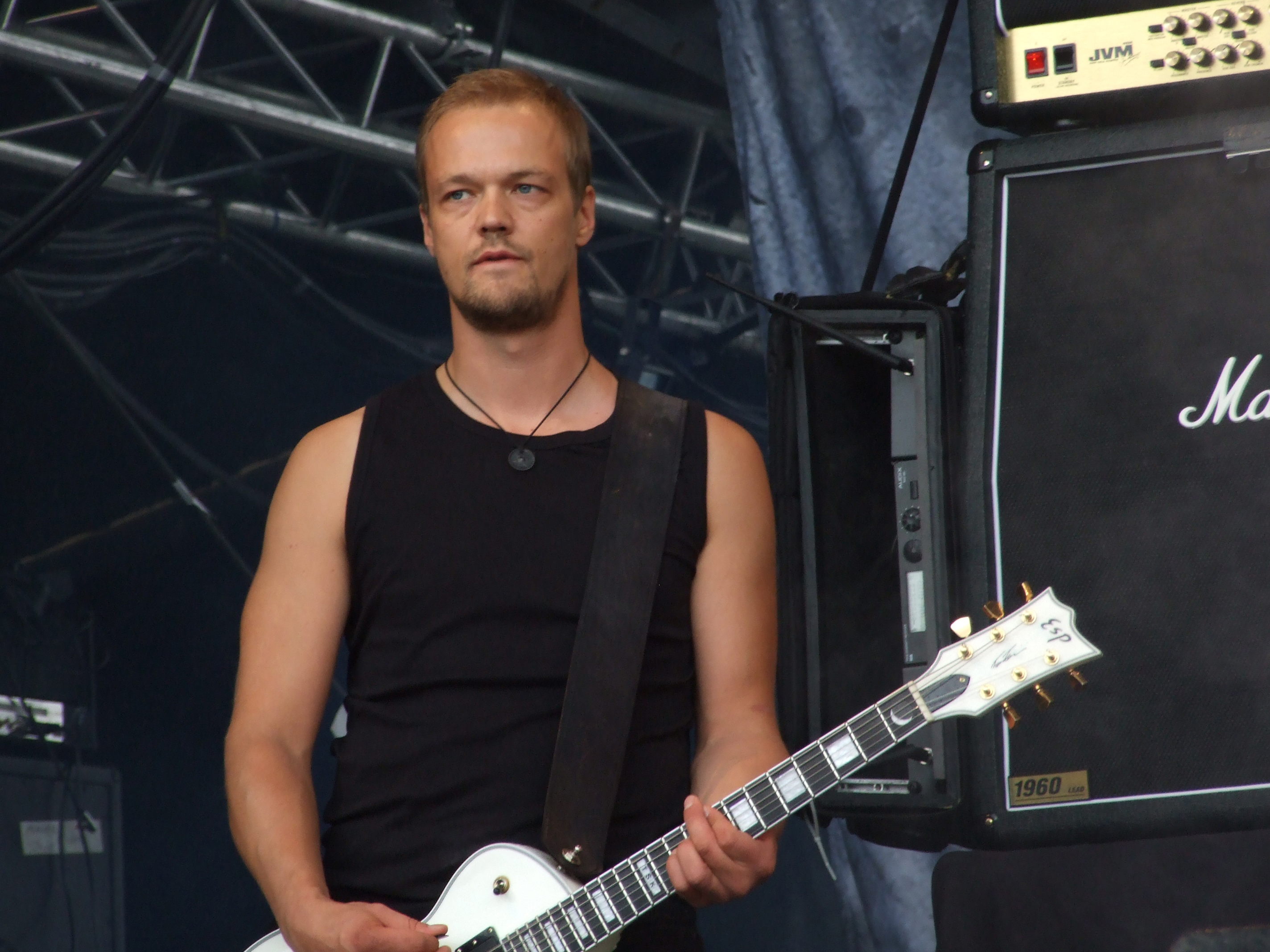
Tomi Koivusaari 2008

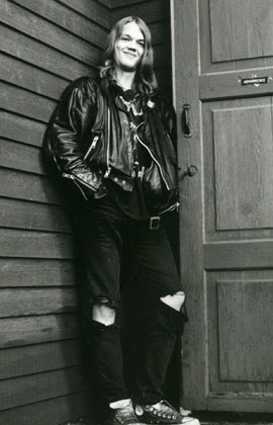
Tomi Koivusaari um 1990

Tomi Koivusaari  (* 11. April 1973) ist ein finnischer Musiker. Bekannt geworden ist er als Gitarrist und früherer Sänger von Amorphis und ehemaliger Gitarrist von Ajattara.

## Werdegang
Tomi Koivusaari begann 1987 im Alter von 14 Jahren, Gitarre zu spielen. Damals gründete er als Gitarrist und Sänger mit Jan Rechberger und Esa Holopainen die Speed-Metal-Band Violent Solution. Die Band veröffentlichte im Jahr 1990 die Demo Paralysis / Individual Nightmare sowie die EP Period of Depression. Gleichzeitig spielte er in der Death-Metal-Band Abhorrence. Nach der Auflösung beider Bands gründeten Jan Rechberger und Esa Holopainen mit ihm die Band Amorphis. Er sollte ursprünglich nur Gitarre spielen, übernahm aber schließlich auch den Gesang.
1994 nahm Amorphis das Album Tales from the Thousand Lakes auf, bei dem Tomi Koivusaari von dem Sänger Ville Tuomi ergänzt wurde. Auf dem Nachfolger Elegy von 1996 teilte sich der Gesang dann ungefähr gleich auf Pasi Koskinen und Tomi Koivusaari auf, um dann bei Tuonela vollständig auf Pasi Koskinen überzugehen. Diese Abkehr vom gutturalen Gesang geht laut Pasi Koskinen darauf zurück, dass Tomi „einfach keine Lust mehr auf Growls [hatte]“ ().
Bereits 1996 gründete Tomi Koivusaari gemeinsam mit Pasi Koskinen die Band Ajattara. Dort trat er unter dem Pseudonym „Samuel Lempo“ auf, unter dem er bis Ende 2006 Gitarre spielte.